# Моралите
Моралите́ (фр. Moralité, моралитэ) — особый вид драматического представления в Средние века и в эпоху Возрождения, в котором действующими лицами являются не люди, а отвлечённые понятия.

## История
Уже между древнейшими мистериями почти всех стран Европы встречается представление притчи о женихе и 10 девах — моралите в зародыше. В латинской мистерии об антихристе и Римской империи («Ludus paschalis de adventu et interitu Antichristi»), появление которой относится к царствованию Фридриха Барбароссы, между действующими лицами встречаются Церковь, Синагога, Лицемерие, Ересь и пр. Наклонность выводить на сцену такие лица особенно усиливается к концу XIII в., когда все выдающиеся произведения светской поэзии принимают дидактико-аллегорический характер (например, Роман Розы). Тогда в сводные мистерии, в особенности ветхозаветные, входят целые ряды сцен в роде «Proces de Paradis», то есть судбища между Милосердием и Миром, с одной стороны, Справедливостью и Правосудием, с другой — за род человеческий. Тогда же (в XIV—XV вв.) моралите выделяются в особый вид драматических представлений, цель которых — первоначально нравоучительная: отвлекать человечество от пороков к добродетели; а так как лучшее средство сделать порок ненавистным есть его осмеяние, то нравоучение моралите легко переходит в сатиру.

### Во Франции

#### XV век
Во Франции (специально в Париже) этот вид представлений, по-видимому, пропагандировало братство базошей.
Одним из старейших (около 1440 г.) моралите считается «la Farce de la Pippee» (pippee — ловля птиц на приманку), осмеивающее модников.
Из наиболее серьёзных моралите известно явившееся около 1475 г. «Moralite du bien advise et du mal advise» (около 8000 стихов), развивающее мысль о двух путях — добродетели и порока; в заключение bien advise попадает в царство небесное, а его соперник — в ад.
К концу XV в. относится моралите «Les enfants de Maintenant ou l’education» (ок. 2000 стихов), бичующее страсть горожан воспитывать сыновей выше уровня своего сословия.

#### XVI век
В начале XVI в. подновляется старое моралите с латинским заглавием «Mundus, Caro, Daemonia» («Мир, Плоть, Демоны»), изображающее победоносную борьбу христианского рыцаря с приманками мира.
В 1507 г. врач Nicolas de la Chesnay опубликовал «Диететику», в которую вставлено «Осуждение пирушки» («Condamnation du Banquet») — живо написанное моралите на тему о вреде неумеренности в пище и питье («злодеями» пьесы являются Колики, Апоплексия и пр.).

### В Англии
Еще популярней и влиятельней этот род представлений был в Англии, где моралите вскоре перерождаются в комедию нравов.

#### XV век
В начале XV века:
- «The Castle of Perseverance» («Замок Постоянства» — в нем заключился род человеческий, осаждаемый Семью смертными грехами под предводительством Мира, Плоти и Дьявола),
- «Mind, Will and Unterstanding» («Характер, Воля и Разум») и «Mankind» («Человеческий род»).

От времени Генриха VII дошел целый ряд моралите, таких же серьёзных и назидательных: к той же эпохе относится и «Чародей» («Nigromansir») Скелтона, где, кроме аллегорических фигур, действуют и «типы» — Вызыватель духов и Нотариус.

#### XVI век
От первых лет Генриха VIII мы имеем весьма популярное моралите «Гик Скорнер» неизвестного автора, где нравоописательный и сатирический элементы еще сильнее.
Так как моралите по природе своей — вид поэзии весьма подвижной и свободной, то именно через их посредство театр принимает участие в религиозной борьбе того времени: мы имеем рядом моралите «Every Man» («Всякий человек»), которое посредством талантливой драматизации известной притчи об испытании друзей проводит католическую идею оправдания посредством добрых дел, и «Lusty Juventus» («Веселая юность»), защищающее протестантское учение об оправдании верой и изображающее победу Новой Веры (New Custom) над Превратным Учением (Perverse Doctrine), скрывающим от народа Евангелие.
Протестантскую тенденцию еще с большей энергией проводит моралите Натаниэля Вудса «Борьба с совестью» («The Conflict of Conscience»). Некоторые моралите той же эпохи проводят идею о необходимости гуманистической науки; были моралите и с чисто политической тенденцией.
Чем дальше, тем всё большее значение получали в моралите живые лица, превращающие аллегорию в настоящую национальную драму. Из постоянных «типов» моралите доживает до шекспировской эпохи Порок (Vice), одетый в шутовской костюм, постоянно сопровождающий дьявола, чтобы дурачить его, и в конце концов попадающий в преисподнюю. В позднейшее время пережитком моралите являются фамилии действующих лиц комедии, указывающие на их свойства (Простаков, Скотинин, Ханжихина и пр.).